# Futebol no Canadá
O futebol é um dos mais populares esportes de recreação jogados no Canadá e é o esporte com a maioria dos jogadores registrados no país. De acordo com as estatísticas da FIFA, 2.695.712 de pessoas jogaram futebol no Canadá em 2006. Apesar da larga participação no nível juvenil, o futebol é consideravelmente menos visível que outros esporte de liga maiores na media do país.

## Seleção nacional masculina
A seleção canadense de futebol representa o Canadá nas competições profissionais oficias de futebol. Foi fundada em 1912. Jogou apenas duas Copas do Mundo em sua história: em 1986, no México, e mais recentemente em 2022, no Catar . Além disso, será um dos países anfitriões da Copa do Mundo de 2026. 
A seleção canadense de futebol disputa também a Copa Ouro da CONCACAF, sendo campeã em 1985 e em 2000.

## Seleção feminina
A seleção feminina canadense de futebol representa o futebol canadense feminino nas competições oficiais. A seleção costuma ficar entre os primeiros lugares do ranking de seleções da FIFA.
Na Copa do Mundo, as canadenses contam com 8 participações, em 1995, 1999, 2003, 2007, 2011, 2015, 2019 e 2023. Sua melhor posição foi um quarto lugar em 2003. Foi anfitriã da competição em 2015.
Nos Jogos Olímpicos, a seleção canadense também obteve bons resultados, como uma medalha de ouro em 2021 e dois bronzes em 2016 e 2012.
Sua atleta mais notável é Christine Sinclair, que acumulou três participações em Copas do Mundo e marcou presença nas medalhas ganhas nos Jogos Olímpicos de 2021, 2016 e 2012. Também marcou 190 gols pela seleção canadense, o que lhe deu o status de maior goleadora de seleções do futebol mundial (entre modalidades masculinas e femininas). 

## Campeonatos nacionais e desempenho dos clubes em competições internacionais
Embora o Canadá tenha uma liga nacional própria, o Campeonato Canadense de Futebol, os times mais populares jogam a Major League Soccer, liga tradicionalmente estadunidense, seguindo os moldes da NBA, da MLB, da NHL e da NFL, que são competições originalmente estadunidenses, mas que possuem membros canadenses na disputa. 
O campeonato nacional existe desde 2008 e conta com 13 equipes diferentes. Até o momento, nenhum time canadense que não disputa a MLS foi campeão.
Já na Major League Soccer, os times canadenses costumam ser coadjuvantes, sendo o Toronto FC o único a ser campeão na liga, em 2017. 
Internacionalmente, o desempenho das equipes canadenses, num geral, não é tão notável. Na Liga dos Campeões da CONCACAF, nunca houve um campeão canadense, porém Montreal Impact e Toronto FC já foram vice-campeões do torneio, respectivamente, em 2014-15 e em 2018. 

## Jogadores notáveis
Apesar de não ser um grande revelador de jogadores, o Canadá já revelou ao mundo nomes importantes, como o lateral-esquerdo Davies, os volantes Hutchinson e Eustáquio e o atacante Jonathan David.

Na seleção nacional, destacam-se Cyle Larin, o maior artilheiro da seleção, Julian de Guzman, o jogador que mais vezes jogou pela seleção, e o lateral Davies, que marcou o primeiro gol da seleção canadense na Copa do Mundo. 